# Tarerach
Tarerach är en kommun i departementet Pyrénées-Orientales i regionen Occitanien i södra Frankrike. Kommunen ligger i kantonen Sournia som tillhör arrondissementet Prades. År 2022 hade Tarerach 43 invånare.

## Befolkningsutveckling
Antalet invånare i kommunen Tarerach
| Referens: INSEE |